# Lars Rolf
Lars Anders Rolf, ursprungligen Rolf-Wetterstrand (i efternamn), född 29 maj 1923 i Oslo i Norge, död 14 februari 2001 i Stockholm, var en svensk målare, tecknare, grafiker och skulptör.   

## Biografi
Rolf var son till revyartisten Ernst Rolf och kostymtecknaren Gueye Rolf. Han studerade vid Carl Malmstens målarskola, Otte Skölds målarskola 1943–1945 samt Konsthögskolan 1945–1950.   
Rolf debuterade 1951 som landskapsmålare, men arbetade även som tecknare, grafiker och skulptör. Han är representerad på Moderna museet och Nationalmuseum i Stockholm, Norrköpings konstmuseum och Kalmar konstmuseum.  
Han var 1951–1960 gift med konstnären Lill-Marie Blomberg (1923–1992) och 1979–1981 med Marianne Dahlgren (född 1936).